# Picota de Fuentenovilla

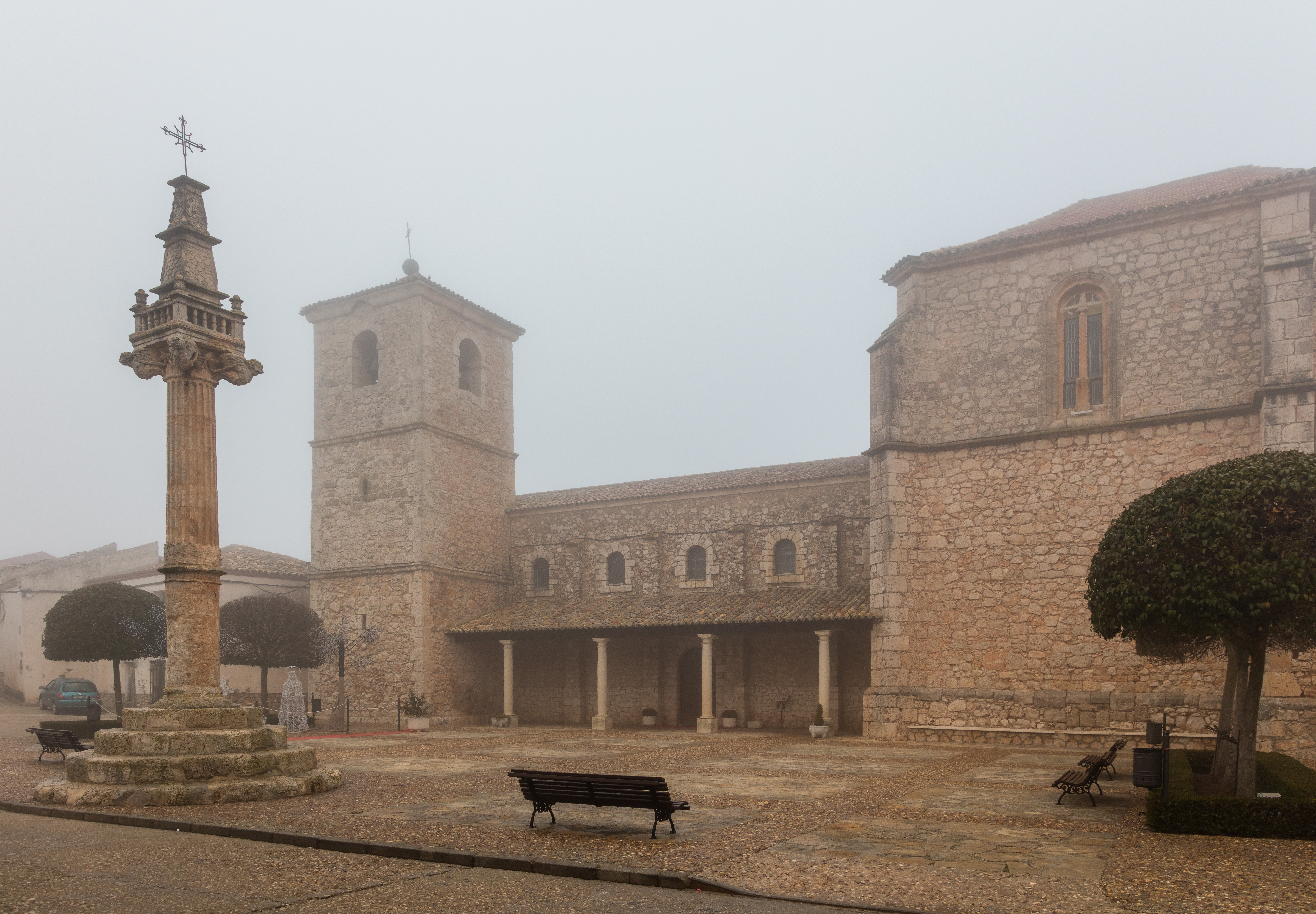
Emplazamiento en la plaza Mayor

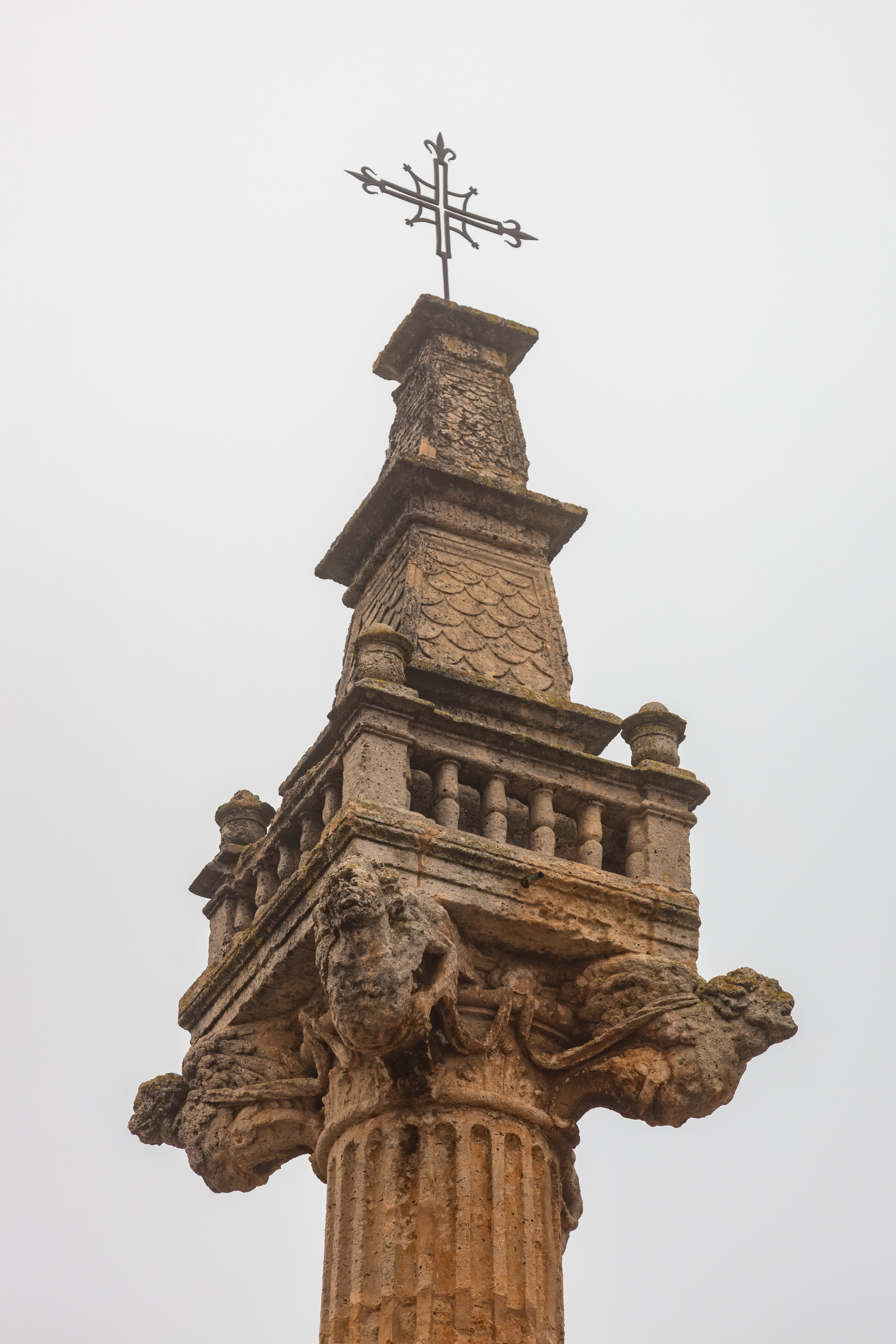
Detalle de la pìcota

La picota es la columna erigida en Fuentenovilla (Guadalajara, España) sobre la que se exponían los reos y las cabezas o cuerpos de los ajusticiados por la autoridad civil. Es de tipo renacentista y fue construida en el siglo XVI.

## Descripción
Sobre una serie de gradas de piedra y encima de un grueso pedestal, se levanta una esbelta columna en la cual pueden distinguirse varios elementos. Su primer tercio es cilíndrico, después una pequeña moldura da paso a un friso con decoración vegetal, para continuar el fuste acanalado. La columna se remata con un capitel corintio en cuyas esquinas hay cuatro grandes carátulas y cabezas de león. Sobre éstas se levantan un ábaco y una cornisa intermedios que sustentan un templete abalaustrado rematado por un chapitel piramidal,  de dos cuerpos, con decoración de escamas y rematado por una cruz de hierro.

## Historia
La picota, elemento del cual ya existen referencias en el siglo XIII,se utilizaba para aplicar determinadas formas de justicia, en particular los castigos de carácter corporal. Solían emplazarse en las encrucijadas o en las plazas públicas. En su parte alta se colocaba el escudo de armas del señor, en cuyo nombre se impartía justicia. La exposición en la picota no sólo se reservaba a quienes infringían la ley, sino también a aquellas personas cuyo comportamiento se consideraba deshonroso. Las picotas, que desde el siglo XV se confunden con el rollo de justicia, dejaron de levantarse con la extinción del feudalismo, la aplicación de las nuevas formas de justicia y la anulación política de las villas.